# Les Tallades (la Quar)
Les Tallades és una muntanya de 1.151 metres que es troba al municipi de la Quar, a la comarca catalana del Berguedà.